# آمونیت (فیلم)
آمونایت (انگلیسی: Ammonite) فیلمی در ژانر درام عاشقانه به کارگردانی فرنسیس لی است که در سال ۲۰۲۰ منتشر شد. این فیلم با الهام از زندگی دیرینه‌شناس بریتانیایی ماری انینگ با بازی کیت وینسلت ساخته شده‌است. تمرکز این فیلم بر روی یک رابطه عاشقانه گمانه‌زنی‌شده میان انینگ و شارلوت مورچیسون با بازی سرشه رونان است. جما جونز، جیمز مک‌آردل، الک سیکاریانو و فیونا شو از دیگر بازیگران این فیلم هستند.
این فیلم اولین بار در ۱۱ سپتامبر ۲۰۲۰ در جشنواره بین‌المللی فیلم تورنتو به نمایش درآمد. این فیلم در ۱۴ ژانویه ۲۰۲۱ توسط ترنزمیشن فیلمز در استرالیا و در ۲۶ مارس ۲۰۲۱ توسط لاینزگیت در پادشاهی متحده منتشر شد.

## محتوا
محتوای فیلم آمونیت، زندگی یک زن فسیل‌شناس، در دهه ۱۸۴۰ میلادی، در انگلستان است. زن فسیل‌شناس به همراه بانویی دیگر برای تجدید روحیه به ناحیه‌ای ساحلی رفته‌اند. در این سفر رابطه‌ای عمیق بین آن‌ها شکل گرفته که به همجنسگرایی ختم می‌شود.
این فیلم روایتی واقعی از این شخصیت فسیل‌شناس است؛ اما به گفته جاستین چانگ، منتقد فیلم آمریکایی، در مورد اینکه رابطه این دو زن، در دنیای واقعی نیز، عاشقانه بوده مستندی وجود ندارد.
برخی از بستگان شخصیت واقعی فیلم، دربارهٔ محتوای همجنسگرایانه فیلم و مطابقت نداشتن آن با واقعیت اعتراض کرده‌اند.

## بازیگران
- کیت وینسلت در نقش ماری انینگ
- سرشه رونان در نقش شارلوت مورچیسون[۹]
- فیونا شو
- جما جونز
- جیمز مک‌آردل در نقش رودریک مورچیسون
- الک سیکاریانو
- کلر راشبروک